# Stazione di La Storta
Stazione di La Storta vasútállomás Olaszországban, Róma La Storta városrészében.

## Vasútvonalak
Az állomást az alábbi vasútvonalak érintik:
- Viterbo–Róma-vasútvonal

## Kapcsolódó állomások
A vasútállomáshoz az alábbi állomások vannak a legközelebb:
- Stazione di La Giustiniana (Stazione di Roma Tiburtina, FL3)
- Stazione di Olgiata (Stazione di Viterbo Porta Fiorentina, FL3)